# БМП-55
БМП-55 — перспективна бойова машина піхоти, розроблена в Україні.

## Історія
ХКБМ імені Морозова на початку 2000 року поставило завдання створення перспективної БМП, яка могла б ефективно вести бій в умовах тривалої автономності, залишалася мобільною і була б оснащена за останнім словом військової техніки. Першою підзадачею за важливістю стала розробка шасі з підвищеним ресурсом і стійкістю до пошкоджень, після чого йшли установка більш стійкого пасивного резервування і відпрацювання інших конструкторських рішень з компонування БМП.
Роботи почалися шляхом диверсифікації шасі танків Т-55 і Т-64, що призвело до появи машин БМП-55 і БМПВ-64, а також колісної модифікації БМП-64-К. 
У 2008 році було розпочато роботи зі створення нового гусеничного шасі, що складається з чотирьох траків, що приводяться в рух однією ведучою віссю, розташованою у центрі шасі. Роботи завершилися в 2009 році, і експериментальний зразок БМП-55 вирушив на випробування.

## Опис
БМП-55 розроблена і виготовлена на базі танка Т-55. 
Від існуючих зразків відрізняється протиснарядним бронюванням і переднім розміщенням моторно-трансмісійного відділення, що значно підвищує захищеність екіпажу. 

### Бронювання
Спереду встановлено броню товщиною 270 мм, що відповідає 7-му рівню захисту STANAG 4569 за класифікацією НАТО, яка витримує попадання бронебійного снаряда калібром до 90 мм. 
По бортах встановлена броня товщиною 81 мм, посилена противокумулятивними екранами товщиною 20 мм (еквівалентно 5-му рівню захисту за стандартами НАТО) і захищає від гранати ПГ-7ВМ з гранатомета РПГ-7. 
Кормова броня 40 мм захищає від куль калібром 14,5 мм бронебійного типу (4-ий рівень захисту). Донна броня збирається з різних листів (комбінований тип), захищає екіпаж від вибуху міни ТМ-57 і відповідає 5-му рівню захисту за класифікацією НАТО.

### Озброєння
- БМП-55 оснащена 12,7-мм кулеметом НСВТ, встановленим у башті, з дистанційним управлінням.
- Також у ній передбачено використання ракетної установки, щоб вести вогонь по ворожій бронетехніці або авіації.
- 12,7- мм кулемет і ПТКР на даху територіально рознесені, управління ведеться по різним каналам.

Машина розвиває швидкість до 70 км/год і має запас пального до 600 км.

### Особливості
- Її характерною рисою є розміщення десантної апарелі в кормовій частині, що дозволяє вести десантування під прикриттям броньового корпусу машини і легко переміщати вантажі і поранених в середину бойового відділення.
- Двигун і трансмісія змонтовані в єдиному блоці з можливістю швидкої заміни.
- Як опція, можливе оснащення фронтальної і бічної проєкції динамічного захисту, а даху — спеціальною термопокришкою стандарту «Snatch-Chile».

## Відео
- Бойова машина піхоти БМП-55 на YouTube
- Бойова машина піхоти БМП-55 на YouTube